# Lambert II van Leuven
Lambert II, bijgenaamd Balderik (992/995 - Doornik, 19 juni 1054), graaf van Leuven en van Brussel, was de tweede zoon van Lambert I (†1015) en Gerberga van Neder-Lotharingen (†1018).

## Leven
Afhankelijk van de bron volgde hij ofwel zijn broer Hendrik I op, ofwel diens zoon Otto.
Hij wordt voor het eerst vermeld als graaf van Leuven op 3 januari 1041. Hij was ook graaf van Brussel en voogd over de abdij van Nijvel en de abdij van Gembloers. Op 16 november 1047 stichtte hij samen met zijn echtgenote Oda van Verdun het Sint-Goedelekapittel in de Sint-Michielskerk te Brussel, waarheen hij de relieken van de heilige Goedele van Brussel liet overbrengen.

Hij sloot zich in 1051 aan bij de opstand van Boudewijn V van Vlaanderen tegen keizer Hendrik III. In een treffen met het keizerlijk leger sneuvelde hij bij Doornik in 1054.

Hij werd begraven in de abdijkerk van Nijvel, waar hij in het necrologium herdacht wordt op 19 juni. Hij werd opgevolgd door zijn zoon Hendrik II.

## Huwelijk
Lambert en Oda van Neder-Lotharingen hadden onder anderen de volgende kinderen:
- Hendrik II[8]
  - Adela van Brabant, (gehuwd met Otto van Orlamünde, markgraaf van Thuringen), werd lange tijd verkeerdelijk als dochter van Lambert II beschouwd.[9][10][11][12][13] Het 11e-eeuwse huwelijksrecht (met huwelijksverbod tot de 7e canonieke graad bloedverwantschap) staat namelijk in de weg om haar dochter, Adelheid van Orlamunde, te laten huwen met paltsgraaf Herman van Lotharingen, zoon van Mathilde van Verdun. Deze laatste is immers zus van Oda van Verdun, die huwde met Lambert II van Leuven. [14] Adela van Brabant is wellicht een dochter van Reinier, zoon van Lambert I van Leuven. Zij wordt immers ook vermeld als verwant aan de graven van Vlaanderen, waarvoor als ouders enkel de echtverbintenis van Reinier van Leuven met een dochter van Boudewijn IV van Vlaanderen nog in aanmerking komt.[15]
- Reinier van Leuven (gesneuveld in Haspengouw, † 1077)[8]

## Voorouders
| Voorouders van Lambert II Balderik | Voorouders van Lambert II Balderik                                          | Voorouders van Lambert II Balderik                                          | Voorouders van Lambert II Balderik                                          | Voorouders van Lambert II Balderik                                          | Voorouders van Lambert II Balderik                                          | Voorouders van Lambert II Balderik                                          | Voorouders van Lambert II Balderik                                          | Voorouders van Lambert II Balderik                                          |
| ---------------------------------- | --------------------------------------------------------------------------- | --------------------------------------------------------------------------- | --------------------------------------------------------------------------- | --------------------------------------------------------------------------- | --------------------------------------------------------------------------- | --------------------------------------------------------------------------- | --------------------------------------------------------------------------- | --------------------------------------------------------------------------- |
| Overgrootouders                    | Reinier II van Henegouwen (890-932) ∞ ? (-)                                 | Reinier II van Henegouwen (890-932) ∞ ? (-)                                 | ? (-) ∞ ? (-)                                                               | ? (-) ∞ ? (-)                                                               | Lodewijk IV van Frankrijk (920-954) ∞ 939 Gerberga van Saksen (913–969)     | Lodewijk IV van Frankrijk (920-954) ∞ 939 Gerberga van Saksen (913–969)     | ? (-) ∞ ? (-)                                                               | ? (-) ∞ ? (-)                                                               |
| Grootouders                        | Reinier III van Henegouwen (920-973) ∞ Adela van Leuven (929-961)           | Reinier III van Henegouwen (920-973) ∞ Adela van Leuven (929-961)           | Reinier III van Henegouwen (920-973) ∞ Adela van Leuven (929-961)           | Reinier III van Henegouwen (920-973) ∞ Adela van Leuven (929-961)           | Karel van Neder-Lotharingen (953-992) ∞ ? (-)                               | Karel van Neder-Lotharingen (953-992) ∞ ? (-)                               | Karel van Neder-Lotharingen (953-992) ∞ ? (-)                               | Karel van Neder-Lotharingen (953-992) ∞ ? (-)                               |
| Ouders                             | Lambert I van Leuven (950-1015) ∞ Gerberga van Neder-Lotharingen (980-1018) | Lambert I van Leuven (950-1015) ∞ Gerberga van Neder-Lotharingen (980-1018) | Lambert I van Leuven (950-1015) ∞ Gerberga van Neder-Lotharingen (980-1018) | Lambert I van Leuven (950-1015) ∞ Gerberga van Neder-Lotharingen (980-1018) | Lambert I van Leuven (950-1015) ∞ Gerberga van Neder-Lotharingen (980-1018) | Lambert I van Leuven (950-1015) ∞ Gerberga van Neder-Lotharingen (980-1018) | Lambert I van Leuven (950-1015) ∞ Gerberga van Neder-Lotharingen (980-1018) | Lambert I van Leuven (950-1015) ∞ Gerberga van Neder-Lotharingen (980-1018) |
| Lambert II Balderik (992-1054)     |                                                                             |                                                                             |                                                                             |                                                                             |                                                                             |                                                                             |                                                                             |                                                                             |

## Referentie
- E. Brandenburg, Die Nachkommen Karls des Großen, Neustadt an der Aisch, 1998, p. 11, tabel 5, 132.
- C. Cawley, Brabant & Louvain, fmg.ac (2006-2015).
- W. Glocker, Die Verwandten der Ottonen und ihre Bedeutung in der Politik, Keulen - Wenen, 1989, p. 325.
- L. Heinrich, Zwölf Bücher niederländischer Geschichten, I, Halle, 1832 p. 552-553.
- A. Thiele, Erzählende genealogische Stammtafeln zur europäischen Geschichte, II.1, Frankfurt, 2001, tabel 17 - foutief.
- M. Werner, Der Herzog von Lothringen in salischer Zeit, in S. Weinfurter - e.a. (edd.), Die Salier und das Reich, I, Sigmaringen, 1991, p. 447.
- C. Knetsch, Das Haus Brabant. Genealogie der Herzoge von Brabant und der Landgrafen von Hessen, Darmstadt, vol. 1, 1917, S. 16-17, Tafel I
- ADB:Otto (Markgraf von Meißen)